# Hapoël Ramat Gan (handball)
Le Hapoël Ramat Gan est un club de handball situé à Ramat Gan en Israël.

## Palmarès
- Championnat d'Israël (2) :  1969, 1971
- Coupe d'Israël  (8) :  1966, 1968, 1969, 1970, 1971, 1972, 1975, 1976